# 野村宏之
野村 宏之（のむら ひろゆき、1981年7月24日 - ）は、大阪府出身の社会人野球選手（投手）。左投左打。元プロ野球選手である。

## 来歴・人物

### プロ入り前
大阪府出身だが、野球留学で千葉県の暁星国際中学校に入学。当時、公式戦で1勝すらしたことのないチームでメキメキと頭角を現す。系列の暁星国際高校は小笠原道大や相川良太らが卒業してから低迷期だったため、大阪に戻り近大付属高校に進む。高校では野手、投手としては控えで府大会ベスト8が最高だった。
近畿大学では本川貢監督の指導を受け、MAX130km/hから140km/hを超えるまでに急激に球速が成長した。1年春から関西学生リーグ戦に登板し、同年秋には2完封を挙げて1年上の近平省悟とともに先発の柱としてリーグ優勝に貢献。同期にバッテリーを組んだ田中雅彦のほか糸井嘉男もいたが野村が早く主戦投手となった。2年秋から3年春にかけてはリーグ史上初となる2季連続での最優秀選手、最優秀投手、ベストナインの3冠獲得を達成した。2年秋の明治神宮大会、3年の大学選手権は先発したが初戦で敗退。4年間でリーグ通算45試合に登板し24勝12敗、防御率1.55、243奪三振の成績を残した。
2003年にドラフト5巡目指名でオリックス・ブルーウェーブに入団。契約金、年俸はそれぞれ6,000万円、1,000万円（いずれも推定）だった。

### プロ入り後
2004年4月2日の近鉄戦で初登板を果たした。6月13日のダイエー戦ではプロ初先発したが2回4失点で降板した。ただし負けは付かなかった。最終的にこの年は3試合に登板したが防御率は13.50と大乱調だった。同年オフに近鉄と合併することに伴い行われた分配ドラフトを経てオリックスへの残留が決まった。
合併1年目の2005年はリリーフ陣が充実していたこともあり一軍登板はなかった。
2006年には二軍のサーパスで中継ぎとしてフル回転して防御率1.11と安定感を見せたが、前年一軍で活躍したリリーフ陣が調子を落としたにもかかわらず一軍には呼ばれなかった。10月5日に戦力外通告を受けた。11月27日に千葉マリンスタジアムで行われた12球団合同トライアウトでは、投手の他に打者にも挑戦し、本塁打を放った。

### オリックス退団後
その後は、社会人野球に転じ、フェデックスでエースとして3年プレー。2008年にはチームの同僚の副島孔太ともどもTDK千曲川の補強選手として第79回都市対抗に初出場を果たした。同年の12球団合同トライアウトにも投手として参加している。
その後、信越硬式野球クラブに移籍して3年プレーしたが左ひじの故障で退部。
引退するつもりでいたところを、エスプライド鉄腕硬式野球部に誘われ移籍してプレーを継続。都市対抗野球大会東京都1次予選では外野手として出場し本塁打を記録した。
首都圏を拠点にした野球教室「野村ベースボールチャレンジ」を運営。

## 詳細情報

### 年度別投手成績
| 年 度     | 球 団      | 登 板 | 先 発 | 完 投 | 完 封 | 無 四 球 | 勝 利 | 敗 戦 | セ 丨 ブ | ホ 丨 ル ド | 勝 率 | 打 者 | 投 球 回 | 被 安 打 | 被 本 塁 打 | 与 四 球 | 敬 遠 | 与 死 球 | 奪 三 振 | 暴 投 | ボ 丨 ク | 失 点 | 自 責 点 | 防 御 率 | W H I P |
| --------- | ---------- | ----- | ----- | ----- | ----- | -------- | ----- | ----- | -------- | ----------- | ----- | ----- | -------- | -------- | ----------- | -------- | ----- | -------- | -------- | ----- | -------- | ----- | -------- | -------- | ------- |
| 2004      | オリックス | 3     | 1     | 0     | 0     | 0        | 0     | 0     | 0        | --          | ----  | 21    | 4.0      | 5        | 1           | 4        | 0     | 1        | 0        | 0     | 0        | 6     | 6        | 13.50    | 2.25    |
| 通算：1年 | 通算：1年  | 3     | 1     | 0     | 0     | 0        | 0     | 0     | 0        | --          | ----  | 21    | 4.0      | 5        | 1           | 4        | 0     | 1        | 0        | 0     | 0        | 6     | 6        | 13.50    | 2.25    |

### 記録
- 初登板：2004年4月2日、対大阪近鉄バファローズ1回戦（Yahoo! BBスタジアム）、6回表2死に3番手で救援登板、1回無失点
- 初先発：2004年6月13日、対福岡ダイエーホークス13回戦（福岡ドーム）、2回4失点

### 背番号
- 39 （2004年 - 2006年）